# Пажинские
Пажинские — дворянский род.
Восходит ко второй четверти XVII в. и внесён в VI часть родословной книги Санкт-Петербургской губ.
Фамильное прозвище Пажинских происходит от д. Пажино Бельского погоста, на границе современных Лужского и Плюсского районов современных Ленинградской и Псковской областей соответственно.

## Описание герба
Щит разделен на четыре части, из них в первой части правая половина составлена из золотых и красного цвета шахмат, а в левом голубом поле изображен серебряный меч острием вверх. Во второй и третьей части, по красному полю, диагонально к левому верхнему углу, означена серебряная зубчатая стена. В четвёртой части, в правом голубом поле, серебряный меч, а левая половина имеет шахматное поле таких же цветов, как в первой части.
На щите дворянский коронованный шлем. Намёт на щите голубой, подложенный золотом. (Гербовник, VII, 87).